# Stor-Långtjärnen (Näs socken, Jämtland)
Stor-Långtjärnen är en sjö i Östersunds kommun i Jämtland och ingår i Ljungans huvudavrinningsområde.